# ビーストバインド トリニティ
『ビーストバインド トリニティ』は、現代を舞台としたテーブルトークRPG（TRPG）である。タイトル略称は「BBT」。
井上純弌のプロデュースによるビーストバインド（魔獣の絆）シリーズの第3作目にあたる。2010年9月にエンターブレインから発売。
藤浪智之、矢野俊策と改版ごとに交代してきたシステムデザイナーは、今作では重信康が起用され、共著者となっている。
以後この項目では、第1作である『BEAST BIND 魔獣の絆 R.P.G』( 1999年8月/小学館)を示す場合は「無印」、および第2作である『BEAST BIND NEW TESTAMENT 新約・魔獣の絆』(2004年9月/エンターブレイン)を示す場合は「NT」と表記する。

## 概要
ゲームの舞台となるのは『無印』『NT』と同じく現代世界である。このゲームの世界では怪物、妖怪、宇宙人などの様々な人外なる者が人間社会からは隠れて住み着いている。そのような人外の存在たちを総称して「魔物」と呼ぶ。人間と魔物の最大の違いはエゴ（自我）の強さである。全ての魔物たちは何ものをも捨ててでも自分のエゴを成そうとする。そして、強いエゴを持つものは奈落と呼ばれる超時空的存在からエネルギーを引き出し現実を改変できるのだ。魔物たちが物理法則を無視した超自然的なパワーを発揮できるのはそれゆえである。より強力な魔物は自分のエゴを具現化した小世界（「ドミニオン」と呼ばれる）を作り出すことができ、その域にまで至った魔物は「ドミネーター」と呼ばれる。実は人間や魔物が住むこの地球も「地球ドミニオン」と呼ばれるドミニオンのひとつである。ドミネーターは明らかにされていないが、「地球の守護者」と呼ばれる使徒（アポスル）が存在している。
そして、人間にも魔物にもどっちつかずの半端者たちを「半魔」と呼ぶ。ビーストバインドシリーズはこの半魔たちを主人公（プレイヤーキャラクター）にしたゲームである。人間社会に惹かれる魔物や、魔物に共感を持つ人間たちが半魔と呼ばれ、人間の世界と魔物の世界の境界を渡り歩く彼らは双方の世界から半端者として扱われている。
『無印』の舞台であった西暦2000年以前は、人間と魔物は基本的に関わりあうことは少なく、魔物の存在は一般人の多くに隠されている。いざ関わりあうときは相手を傷つけようとするときがほとんどであった。しかし、新千年紀を迎えた『NT』からは地球ドミニオンで様々な魔物関係事件が頻発し、一般人たちの間でも都市伝説や怪談などで魔物たちの存在が少しずつ認識されつつあるという、世界変革の過程の時代を迎えている。半魔たちの中には、魔物が隠れすむことなく人間と手をとりあい共存できる世界がいつか来るかもしれないという希望を抱く者もいる。本作ではこの状況はさらに加速し、謎の勢力「虚無」が地球ドミニオンに侵入し、「地球の守護者」の翼をもいだことから、世界には怪事件がより頻発するようになった。また、守護者の翼がもがれたとき無数の羽根が世界中に散らばった。この羽根を手にしたものはすさまじいまでの力を得ることができるため、多くの魔物や半魔、事情を知る人間たちが羽根の争奪戦を開始している。
過去のビーストバインドシリーズのルールブックでは、より実際的な舞台として特定の都市の設定を詳細に紹介してきた。『無印』では「新宿」、本作では『NT』に引き続き「池袋」が紹介されている。池袋は虚無の襲撃により守護者が倒れた地であり、大量の羽根が散らばっているという。闇の世界の者たちはこぞって池袋に集結し、羽根をめぐった魔物たちのバトルロイヤルが夜な夜な繰り広げられている。天界の天使から魔界の悪魔までをも巻き込み、その規模は大きくなりつつある。その戦いが白日の下に晒され、全ての人間が真実を知ることになるのも近いかもしれない。

## システム

### キャラクターメイキング
プレイヤーキャラクター(PC)は半魔となる。本作は一種のキャラクタークラス制をとっており、以下の手順でキャラクターを作成する
1. どのような魔物かを示すクラスカテゴリーである「ブラッド」を、プライマリブラッド（キャラクターの本質）として一つ、セカンダリブラッド（補助的なもの）として一つ、ブラッド一覧の中から選択する。これにより能力値が決まる。
2. ブラッドはそれぞれ複数の「ルーツ」と呼ばれる下位クラスを持つ。選んだブラッドに対応するルーツを、ルーツ一覧の中から一つずつ選択する。これにより戦闘値の一部が決まる。
3. キャラクターが得意な戦闘手段を表現するクラスカテゴリーである「スタイル」を、スタイル一覧の中から一つ選択する。これにより戦闘値の一部が決まる。
4. ブラッド、ルーツ、スタイルのそれぞれにアーツ（特技）のリストがある。キャラクターメイキング時は、まず選択したルーツとスタイルの自動取得アーツを習得する。さらに自分のブラッド、ルーツ、スタイルで取得できるアーツの中から合計5レベル分のアーツを習得する。

### 行為判定
行為判定は『NT』とほぼ同様であり、上方判定となる。能力値や戦闘値を基にした判定値に6面サイコロ2個の出目を足し、その合計値を「達成値」とし、これがゲームマスター(GM)が指定した「難易度」の数値以上ならば行動成功となる。
また、行為判定の出目がクリティカル値（通常は12）以上ならクリティカルとなり達成値が＋20される。ファンブル値（通常は2）以下ならファンブルとなり、達成値は0に固定される。

### シナリオ進行
シーン制に属する。シナリオはオープニングフェイズ、ミドルフェイズ、クライマックスフェイズ、エンディングフェイズの4つのフェイズに分けて進行させるルールになっており、一回のゲームプレイ（セッション）でシナリオを最後エンディングまで消化することを前提としている。

### 戦闘ルール
戦闘においてはキャラクターの移動距離や射程などはメートル単位で扱う。F.E.A.R.製のゲームに多用されている「エンゲージ」の概念を実装しており、キャラクターの位置関係をある程度詳細に明示できながらも、マス目つきの戦闘マップなどの準備を前提にしなくてすむようにしている。
攻撃が命中したかどうかの判定は、攻撃側が命中に関わる戦闘能力値（白兵値、射撃値など）を使った判定を行い、防御側が回避値を使った判定を行い、互いの達成値を比較することで行われる。攻撃側と防御側の達成値を超えることができれば、はじめて相手にダメージを与えられる。
本作ではヒットポイントにあたるステータスを「FP」（フレシュポイント）と称する。FPが0以下になるとキャラクターは「かりそめの死」を迎える。この状況では一時的に戦闘不能になるものの戦闘シーンが終了すれば復活を果たすことができる。キャラクターに「真の死」を与えるには、「かりそめの死」の状態でさらにトドメを刺す攻撃を行うが、キャラクターが後述する「解放状態」の時にそのキャラクターのFPを0以下にするしかない。

### エゴと絆
前2作と同様に「エゴ」と「絆」に関するルールが搭載されているが、その取り扱い方は前2作とは異なる。
「絆」は自分にとって重要な他者や団体に対してどのような感情を持ってるかを表すステータスであり、プレイヤーキャラクターが自分以外の世界に対してどのような興味をもっているかを示したものでもある。絆は、自分にとって重要な対象の「名前」と、相手に対して抱いている「感情」をキャラクターシートに書き込むことで得られる。絆はゲーム中の任意のタイミングで取得することができるが総計は7つを超えてはならない、また、キャラクターメイキング時にある程度の数の絆を自動的に取得する。絆を得るには最終的にはGMの許可が必要だが行為判定などは必要はない。絆を一つ得るごとに「愛」と呼ばれるポイントが一点手に入る。なお、セッション終了後に「人間性」（後述）を回復させる判定に絆の数が影響する。
「エゴ」は自分にとって譲れない思いや抑え切れない欲望を表すステータスである。【血が吸いたい】などのように具体的な文章で表記される。エゴはキャラクターメイキング時にある程度の数を自動的に取得できるが、ゲーム中に新たに取得することもできる。ただしその場合、すでに取得している「絆」を「エゴ」に変換するという形でしか取得できない。絆を結んでいる対象が失われたり、相手との関係が急激に変化したりした場合に、その対象への「絆」を「エゴ」に変換することが許可される。また、後述する「人間性」が低下しても絆はエゴに変換される。絆のエゴへの変換に行為判定などは必要ない。エゴもまた絆と同様に7つまでを取得できる。また、ゲーム中にエゴに似合ったロールプレイを行い、それをGMが認めることで「罪」と呼ばれるポイントが一点手に入る。ただし一度「罪」を得たエゴによるロールプレイでは、そのゲーム中の間は新たに「罪」を得ることはできない。
愛と罪は一点消費する毎にそれぞれ別のヒーローポイント要素として使用される。以下参照。
- 愛の消費で可能なこと
  - バッドステータスを無視して行動できる「解放状態」となる。このとき「かりそめの死」からも復活できるが、以後はダメージを受けすぎると「かりそめの死」ではなく真の死を迎える。「解放状態」のキャラクターが判定を行う場合は、6面サイコロを3個振って、そこから2個を選んで出目とする。
  - 「罪」の効果を他者に適用する
  - エゴ化した絆を復元する
  - アーツの使用。「愛」をコストとするアーツが存在する。
- 罪の消費で可能なこと
  - 行為判定の達成値を上昇する（サイコロ三つ分を振り、出目の合計を達成値に足す）
  - ダメージ増強（サイコロ五つ分を振り、出目の合計をダメージに足す）
  - カバーリングやアーツ、アイテムによるダメージの移し替え不可
  - 「かりそめの死」から復活する（解放状態にはならない）
  - 「真の死」を回避（「かりそめの死」になる）
  - 全てのバッドステータスや不利な効果をかき消し、いくらか回復する
  - アーツの使用。「罪」をコストとするアーツが存在する。

### 人間性
人間性はキャラクターの"人間らしさ"を表す能力であり、ゲーム中に様々な要因で低下していく。ゲーム終了時にこれが0以下になっているとキャラクターは完全に魔物となり以後はプレイヤーキャラクター（PC）としては使用不可能となる。ただし、人間性が低下していくたびにキャラクターの戦闘能力などが強化されていくという特性もある。
なお、シナリオのクライマックスシーンの終了時、全てのPCは「人間性」を回復する判定を行うことができる。判定は「PCが持っている絆の数」だけサイコロを振るというもので、出目の合計だけ人間性が回復する。仮にゲーム中に人間性が0以下になってもこのタイミングで1以上にできれば問題はない。

### スピリチュアル・アンカー
「スピリチュアル・アンカー（SA）」はシナリオ毎にGMから各PCに渡される「キャラクターが達成すべき目標」である。PC全員が同じSAを渡されることもあれば、異なるSAが渡されることもある。GMが望めばPC毎に利害が対立するSAを渡しても良い。
シナリオのクライマックスシーンの終了時、SAが達成できていれば、人間性の回復に使われるサイコロの数を倍にできる。また、ゲーム終了後に与えられる経験点にボーナスが加わる。

## ブラッド、ルーツ、スタイル
上述したとおり、本作ではキャラクタークラスに類するものとしてブラッド、ルーツ、スタイルがあり、これらからプライマリブラッド（本質）としてブラッド－ルーツを一つ、セカンダリブラッド（補助的形質）としてブラッド－ルーツを一つ、スタイルを一つ選択してキャラクターのおおまかな特性が決定される．

### ブラッドとルーツ
キャラクターの魔物としての特質を表すもの。
イレギュラー
元々人間だったが、人間の枠を超えた存在に変化したものたちをあらわすブラッド。
- 異能者 - いわゆる超能力者をあらわすルーツ。
- 守護者使い - 自分に仕える魔物、霊、エネルギーなどを召喚するものたちをあらわすルーツ。
- 魔剣 - 魔剣の使い手たち、もしくは魔剣そのものをあらわすルーツ。
- グラップラー - 己の肉体を鍛え上げることによって、人を超えてしまったものたちをあらわすルーツ（『ディケイド』にて追加）。
- 忍 - いわゆる忍者をあらわすルーツ（『ディケイド』にて追加）。
- キラーエリート - “殺すこと”が存在意義となった人間を表すルーツ。シリアルキラーや暗殺者など。対人戦に特化した凄腕の傭兵もここに含まれる（『ドミニオンズ』にて追加）。
- ヴィジランテ - 正体を隠して悪と戦う道を選んだものたちを表すルーツ（『アドヴェント』にて追加）。
- ダメ半魔 - 己の持つ人間の姿、または魔物の姿に強烈なコンプレックスを持つ半魔。ダメで頼りない一面と、コンプレックスから解き放たれたように活躍する一面を持つ。このルーツはマルチルーツ専用のルーツであり、「種別：純血」のアーツ運用や変異については特殊なルールを用いる。（『アドヴェント』にて追加）。

ヴァンパイア
いわゆる吸血鬼をあらわすブラッド。
- 血族 - 普通の吸血鬼。ペルソナ・ネットワークと呼ばれる吸血鬼社会の一員をあらわすルーツ。
- ダンピール - 吸血鬼と人間のハーフをあらわすルーツ。
- ドラクル - ペルソナ・ネットワークに属さないはぐれ者の吸血鬼をあらわすルーツ。
- ニュービー - ヴァンパイアになったばかりの存在を表すルーツ（『アドヴェント』にて追加）。
- レンフィールド - 吸血鬼によって下僕とするべく作り出された、吸血鬼と人間の中間存在をあらわすルーツ（『吸血魔街～ヴァンパイア・インクィジション～』にて追加）。

エトランゼ
地球ドミニオンの外からやってきた来訪者たち。いわゆる宇宙人をあらわすブラッド。
- 寄生体 - 人間の精神に寄生することで情報を得るものたちをあらわすルーツ。物理的な実体を持たない。
- 執行者 - 銀河連邦から派遣されてきたエージェントをあらわすルーツ。正義のヒーロー。
- 増殖体 - 不定形の宇宙生命体をあらわすルーツ。
- 宇宙人 - 寄生体、執行者、増殖体以外の来訪者たちをあらわすルーツ（『ディケイド』にて追加）。
- スライム - 吸収し増殖する粘塊。その知性は謎とされている。（『アドヴェント』にて追加）。
- クライシス星人 - 母星を失った宇宙戦闘民族。極めたその力は惑星の破壊も可能と言われる。（『アドヴェント』にて追加）。

スピリット
霊的な存在。人間の想いから生まれた魔物たちをあらわすブラッド。
- 幽霊 - 死者が残した未練のエゴが実体化したものたちをあらわすルーツ。
- 夢蝕み - いわゆる夢魔をあらわすルーツ。
- 妖精 - 人間の夢想から生まれた小さき存在をあらわすルーツ。人に忘れられると生きていけない。
- 召喚獣 - 他の世界から召喚された魔物をあらわすルーツ（『ディケイド』にて追加）。
- 妖獣 - この世界に潜む幻獣などをあらわすルーツ（『ディケイド』にて追加）。
- 雪の精 - 数ある自然精霊のうち、雪や氷を司る精霊たち。男性体は「雪男」と呼ばれ、イエティやサスカッチのように毛むくじゃらの巨漢であることが多い。また女性体は「雪女」と呼ばれ、たおやかな女性の姿を取ることが多い。（『アドヴェント』にて追加）。

セレスチャル
人間たちから「善」の存在として崇拝や畏敬を集めてきたものたちをあらわすブラッド。
- 神格 - 自分のドミニオンはもっていないが、神として地上で崇敬されてきたものたちをあらわすルーツ。
- 天使 - 天界ドミニオンで神に奉仕するものたちをあらわすルーツ。
- 竜 - 人類以前に地球を支配していた古代種族をあらわすルーツ。
- 化狐 - 人を化かす狐たちをあらわすルーツ（『ディケイド』にて追加）。
- 森の乙女 - 神格に似ているが、より強く植物や自然に紐付いた存在。人の意識より生まれたその心は、人を羨み人を憎む。（『アドヴェント』にて追加）。
- 黄道十二宮の天使 - 天使の中でも特殊な役割を与えられた、黄道十二宮の甲冑を纏った天使。同じ時代に12人しか存在せず、指示できるのは“神”のみ、と言われている。アーツ内容は菊池たけしの作品セブン＝フォートレスからきたものになっている。（『魔王再誕～ワールズエンド・ディストピア～』に記載）。

デーモン
人間たちから「悪」の存在として恐れられてきたものたちをあらわすブラッド。
- 地獄の道化師 - あらゆる存在を嘲笑するトリックスターなデーモンをあらわすルーツ。
- 魔王の後継者 - 魔界ドミニオンの魔王の跡継ぎ候補をあらわすルーツ。
- 魔神 - 魔界ドミニオンの一般的な住人をあらわすルーツ。
- 死せる者 - 肉体を持つ死者、動き回る死体をあらわすルーツ（『ディケイド』にて追加）。
- オーク - 魔界の尖兵たる悪鬼（『海魔夜航～レヴィアタンズ・ナイト～』にて追加）。
- 契約者 - 高い価値を有する魂を持ち、それを欲するデーモンと“正当な”契約を結んだ者たち。その契約から得られる力はときに契約相手たるデーモンの力をも超えるが、その代償は高く、またその魂はいずれデーモンの所有物となる。（『罪館事件～ディアボリック・ディテクティブ～』にて追加）。

ネイバー
亜人種族、デミヒューマンをあらわすブラッド。
- 鬼 - 日本の先住民族である、角つきの鬼たちをあらわすルーツ。
- 人狼 - いわゆる狼男をあらわすルーツ。
- バステトの子ら - 人間に変身することができる猫、もしくは猫に変身することができる人間をあらわすルーツ。
- 半魚人 - 半魚人や人魚をあらわすルーツ（『ディケイド』にて追加）。
- 熊人 - 人の姿を取ることが出来る熊、ガイアによって選ばれた神の僕をあらわすルーツ（『アドヴェント』にて追加）。
- 魔蜂族 - 魔界の辺境に住まう凶暴な蜂の一族をあらわすルーツ（『アドヴェント』にて追加）。
- グレートゴリラ - ガイアの導きによってエゴに目覚めたゴリラをあらわすルーツ（『アドヴェント』にて追加）。
- ケンタウロス - 半人半馬の偉大なる亜人種族。弓矢による狩りを好み、医学や芸術にも明るい。（『アドヴェント』にて追加）。
- 天狗 - 山を住み処とする羽根持つ種族。（『アドヴェント』にて追加）。
- ワースネーク - 世界各地の神話にその面影を残す半蛇人を表すルーツ（『アドヴェント』にて追加）。

ハーミット
ただの人間でありながら、知恵と技術で魔物に立ち向かうものたちをあらわすブラッド。
- ブラックコート - キリスト教会諸派の連合により結成された退魔組織の一員をあらわすルーツ。
- マジシャン - いわゆる魔法使いをあらわすルーツ。
- ロード - なんらかの集団のリーダーをあらわすルーツ。ただの人間でも優れた統率者の元に数が集まれば魔物をも圧倒できる。
- 機動警察 - 警視庁機動パワードスーツ部隊をあらわすルーツ。（『ディケイド』にて追加）。
- 退魔僧 - 仏教教団に所属する、退魔の技術を修めたものたちをあらわすルーツ（『ディケイド』にて追加）。
- 風水師 - 風水学を学び、ドミニオンやアレナに干渉する能力を持つものたちをあらわすルーツ（『ディケイド』にて追加）。
- 比良坂流行者 - 比良坂流古神道をよくするものたちをあらわすルーツ（『ドミニオンズ』にて追加）。
- メディア - 夜の側に踏み込んだマスコミ関係者をあらわすルーツ。社会的攻撃と生還能力に長ける（『ドミニオンズ』にて追加）。
- 魔狩人 - 人でありながら、何らかの理由で魔物を狩る存在となった者たちの総称（『アドヴェント』にて追加）。
- 凄皇流 - 建御雷神の技を源流とするとされる、闇のモノに立ち向かうための影の武術流派をおさめた者たちをあらわすルーツ（『吸血魔街～ヴァンパイア・インクィジション～』にて追加）。

フルメタル
なんらかのテクノロジーによって創られた被造物をあらわすブラッド。
- サイボーグ - なんらかの改造を施されて強化された人間（もしくは魔物）をあらわすルーツ。
- 自動人形 - 心魂機関と呼ばれる永久機関で自律活動するメカニックたちをあらわすルーツ。いわゆるアンドロイドやロボット。
- 造られた怪物 - 生物をベースとして作られたモンスターたちをあらわすルーツ。キメラ、フランケンシュタインの怪物、ゾンビ、ホムンクルスなど。
- ギアライダー - 自分にしか操縦できない“巨大ロボット”を駆使して魔物と対峙するものたちをあらわすルーツ（『ディケイド』にて追加）。
- トイロボ - さまざまな武装を備え、外部駆動・遠隔操作が可能な10～15cmほどのロボット玩具を自在に扱う者たち（トイロボマスター）、または自我を得たロボット玩具本体（トイロボ）。（『アドヴェント』にて追加）。
- 着装者 - 瞬間的に装甲を展開するベルト状の装備：着装機攻システムを装着した者たち。着装機攻システムには、メルキセデク社が極秘に開発して意図的に流出させた物と、ほぼ同様の機構を有する古代の遺跡から発見された物の2種類が裏社会では知られている。（『アドヴェント』にて追加）。
- メタモーファー - 銀河中心に位置する王国“アイアンクラッド”からやってきた機械生命体（『アドヴェント』にて追加）。

レジェンド
人間たちが作り出した物語の登場人物が具現化したものたちをあらわすブラッド。魔物の中でも誕生過程が謎に包まれている。
- 御伽話の住人 - フィクションの登場人物が具現化したものたちをあらわすルーツ。
- 伝説の英雄 - 神話や歴史文学の登場人物が具現化したものたちをあらわすルーツ。神話や歴史文学に出てくる本人とは別の存在。
- 都市伝説 - 都市伝説が具現化したものたちをあらわすルーツ。いわゆる「現代妖怪」なども含まれる。
- 転生者 - “前世の記憶”を持ち、その知識や技を扱うものたちをあらわすルーツ（『ディケイド』にて追加）。
- アイドル - 存在そのものが社会に認識された現代の魔物。（『アドヴェント』にて追加）。
- 妖怪 - 物語、現象、概念が意思を持ち、人の心に近づこうとするモノたち。このルーツは「妖怪」のバリエーションを増やすためのものであり、このルーツを持つモノだけを妖怪と呼ぶわけではない。（『アドヴェント』にて追加）。

ヴォイド
サプリメント『ディケイド』で追加されたブラッド。「虚無」の眷属たちをあらわすブラッド。
- 死神 - いわゆる死神をあらわすルーツ。

ストレンジャー
サプリメント『ディケイド』で追加されたブラッド。「別の世界のルール」で動くものたちをあらわすブラッド。
- 転校生 - “学校”という名の閉鎖されたドミニオンを渡り歩くことができるものたちをあらわすルーツ。
- 電脳魔術師 - 電脳世界をさまようものたちをあらわすルーツ。
- 魔女 - いわゆる魔女をあらわすルーツ。
- マッドサイエンティスト - 異なるドミニオンの理論を受信して、地球ドミニオンで発現させてしまった連中をあらわすルーツ。
- R.E.L.I.C. - “Reservers of Esoteric, Lost and Isolated Civilizations”（遺跡守護組織）に所属するエージェントをあらわすルーツ。
- タイムトラベラー - 過去や未来から訪れたものたちをあらわすルーツ（『ドミニオンズ』にて追加）。
- 名探偵 - なぜか事件あるところに現れ、鮮やかに解決して颯爽と立ち去る“名探偵”をあらわすルーツ。（『ドミニオンズ』にて追加）。

コズミックホラー
サプリメント『ドミニオンズ』で追加されたブラッド。小説家ハワード・フィリップス・ラヴクラフトによって語られた、クトゥルフ神話に登場する異形の存在たちを表している。
- 落とし子 - 異形の存在と人間との間で産み落とされたモノを表すルーツ。交配、融合など手段は問わない。
- 眷属 - 邪神の奉仕種族や独立種族を表すルーツ。深きものどもや古のものなど。
- 邪神の分霊（わけみたま） - 邪神の分体や端末を表すルーツ。邪神本体ではなく、その意思、思考は独立して行動する。
- 彷徨える少女 - その携えたバスケット（つづらや鞄など）で大切な〈弟〉を運びつつ、安住の地を求めてさまよう謎の少女。彼女が現れると怪しい事件が頻発するが、追及の手が彼女に向かう頃にはすでに彼女はそこにはいない。その正体は、彼女自身も（GMもプレイヤーも）知らない。ロールプレイの際には注意を要する。（『アドヴェント』にて追加）。

ダークカルテル
サプリメント『アドヴェント』で追加されたブラッド。いわゆる“悪の組織”に属するものを表している。
- 怪人 - 悪の組織の主戦力として運用される一騎当千の力を持った超人たちをあらわすルーツ。
- 幹部 - 悪の組織を動かす高級構成員をあらわすルーツ。
- 戦闘員 - 悪の組織の尖兵たる下級兵士たちをあらわすルーツ。

### スタイル
キャラクターの戦い方を表すもの。
- アタッカー - 攻撃能力の強化を指向したスタイル
- ディフェンダー - 敵の攻撃から仲間を守る能力に長けたスタイル
- サポーター - 仲間の支援を得意とするスタイル

### 追加ルーツ
TRPGサポート誌「ゲーマーズ・フィールド」にて、たびたびBBTのシステムを拡張する追加ルーツやアイテムが掲載されている。
これらはサプリメントやリプレイ巻末に再掲載されたため、過去の内容は上述の項に統合した。

## 書誌情報

### ルールブック・サプリメント
- 『ビーストバインド トリニティ』（エンターブレイン） ISBN 978-4-04-726790-9

基本ルールブック。
- 『ディケイド』（エンターブレイン） ISBN 978-4-04-726935-4

ワールドガイド。新規ブラッド2種記載。
- 『ドミニオンズ』（エンターブレイン） ISBN 978-4-04-728455-5

ドミニオンガイド。新規ブラッド1種、新規ルーツ5種記載。
- 『アドヴェント』（エンターブレイン） ISBN 978-4-04-730599-1

追加ルール・データ集。新規ブラッド1種、新規ルーツ20種記載。

### リプレイ
- 『人魔邂逅～エゴイスティック・ユートピア～』（エンターブレイン） ISBN 978-4-04-726908-8

ゲームマスター兼著者はシステムデザイナーでもある重信康。
- 『魔王再誕～ワールズエンド・ディストピア～』（エンターブレイン） ISBN 978-4-04-727308-5

ゲームマスター兼著者は重信康。新規ルーツ1種記載。
- 『海魔夜航～レヴィアタンズ・ナイト～』（エンターブレイン） ISBN 978-4-04-729638-1

新規リプレイ（GM兼著者：重信康）、再録リプレイ（GM兼著者：田中天）。新規ルーツ1種、特殊装備群1種記載。
- 『罪館事件～ディアボリック・ディテクティブ～』（エンターブレイン）ISBN 978-4-04-730598-4

ゲームマスター兼著者は重信康。新規ルーツ1種記載。
- 『吸血魔街～ヴァンパイア・インクィジション～』（エンターブレイン）ISBN 978-4-04-734022-0

ゲームマスター兼著者は重信康。ワールドガイド：ヴァンパイア、新規ルーツ2種、新規大罪2種を記載。